# Keramut
Keramut – miasto w Brunei, w dystrykcie Tutong.